# Apotropina
Apotropina är ett släkte av tvåvingar. Apotropina ingår i familjen fritflugor.

## Bildgalleri

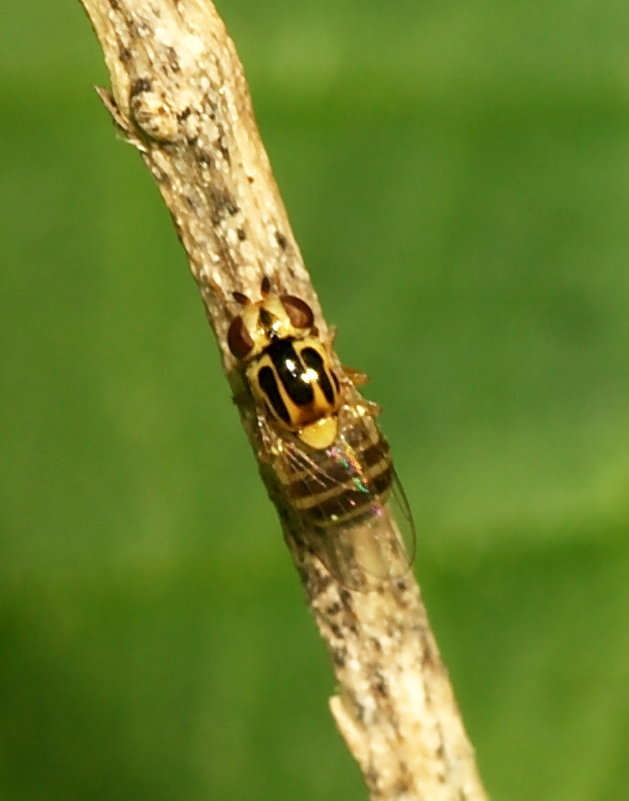
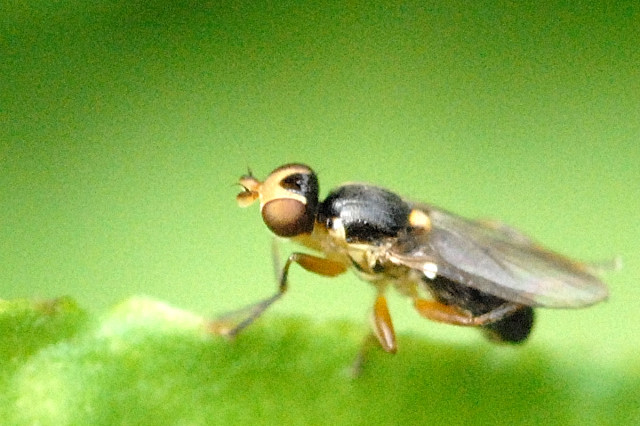
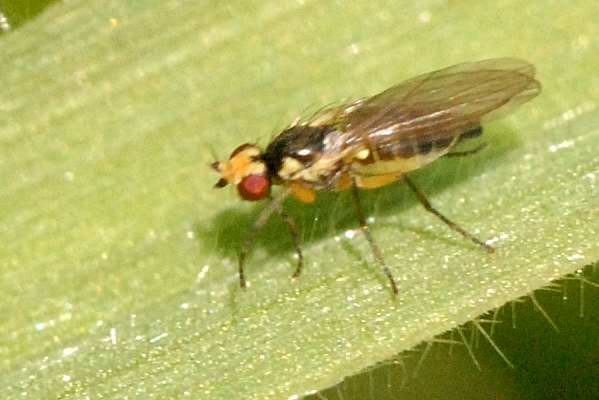
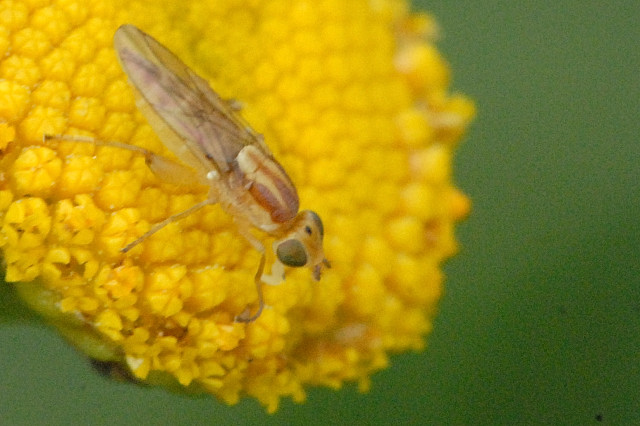
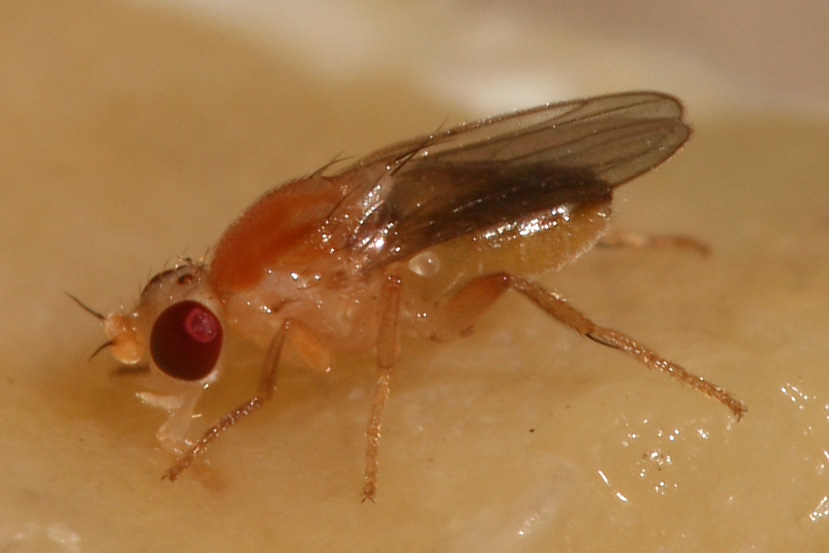
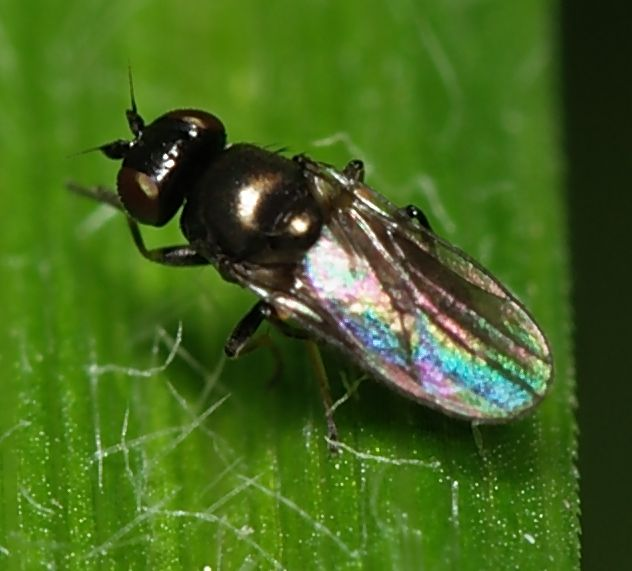

## Dottertaxa tillApotropina, i alfabetisk ordning[1]
- Apotropina aequalis
- Apotropina albiseta
- Apotropina anomala
- Apotropina australis
- Apotropina bispinosa
- Apotropina brunneicosta
- Apotropina brunneivittata
- Apotropina brunnipennis
- Apotropina cinerea
- Apotropina circumdata
- Apotropina conopsea
- Apotropina costomaculata
- Apotropina dasypleura
- Apotropina duplicata
- Apotropina exquisita
- Apotropina fortis
- Apotropina fuscipleuris
- Apotropina gigantea
- Apotropina gracilis
- Apotropina griseovina
- Apotropina hirtiventris
- Apotropina infumata
- Apotropina japonica
- Apotropina lachaisei
- Apotropina lineata
- Apotropina longipennis
- Apotropina longula
- Apotropina lutea
- Apotropina meijerei
- Apotropina nagatomii
- Apotropina nigricornis
- Apotropina nigripila
- Apotropina nudiseta
- Apotropina ornatipennis
- Apotropina palliata
- Apotropina pallipes
- Apotropina panamensis
- Apotropina parva
- Apotropina proxima
- Apotropina pruinosa
- Apotropina pulchrifrons
- Apotropina purpurascens
- Apotropina quadriseta
- Apotropina raymenti
- Apotropina rufescens
- Apotropina rufithorax
- Apotropina senilis
- Apotropina shewelliana
- Apotropina sigalopleura
- Apotropina sinensis
- Apotropina speculariforns
- Apotropina stuckenbergi
- Apotropina sulae
- Apotropina taylori
- Apotropina tomentosa
- Apotropina tonnoiri
- Apotropina tsitsikama
- Apotropina uniformis
- Apotropina viduata
- Apotropina virilis
- Apotropina wisei